# Alfred Haar
Alfred Haar   (Budapest, 11 d'octubre de 1885 - Szeged, 16 de març de 1933) va ser un matemàtic hongarès d'origen jueu. El 1904 va començar a estudiar a la Universitat de Göttingen. El seu doctorat va ser dirigit per David Hilbert. La mesura de Haar, les ondetes de Haar i la transformada de Haar reben aquests noms en el seu honor. Entre 1912 i 1919 va ser professor a la universitat de Kolozsvár (actualment Cluj-Napoca, Romania). Juntament amb Frigyes Riesz, va fer de la universitat de Szeged un important centre de matemàtiques. També va fundar la revista Acta Scientiarum Mathematicarum juntament amb Riesz.

## Biografia
Fill de pares jueus hongaresos (Ignác Haar i Emma Fuchs) va néixer a Budapest l'11 d'octubre 1885. Es va graduar el 1903 de l'escola secundària Fasori Evangélikus Gimnázium on va ser alumne de Lászlo Rátz.
Va començar els seus estudis universitaris a Budapest però després va anar a la universitat de Göttingen per estudiar matemàtiques i ciències. Entre els molts professors famosos que va tenir es poden destacar Loránd Eötvös, József Kürschák, Constantin Carathéodory, David Hilbert, Felix Klein i Ernst Zermelo.
Durant els anys a l'escola secundària, va col·laborar amb la revista matemàtica per a estudiants d'escoles secundàries Középiskolai Matematikai Lapok i va guanyar la competició matemàtica nacional Eötvös Loránd.
Es va matricular a la Universitat Tècnica de Budapest com a estudiant d'Enginyeria Química però en el mateix any es va traslladar a la Universitat de Budapest i després d'un any se'n va anar a la universitat de Göttingen.
La seva tesi doctoral va ser dirigida per David Hilbert i la va defensar el juny de 1909. En les 49 pàgines la tesi estudia els sistemes de funcions de Sturm-Liouville i funcions esfèriques, introduint els ara àmpliament utilitzats sistemes ortogonals de Haar. El mateix any es va habilitar per poder ser professor de la universitat.
El 1912, la Universitat de Kolozsvár (Cluj-Napoca) el va convidar juntament amb Gyula Farkas i Frigyes Riesz per ser professor i va esdevenir professor titular. Un bon nombre dels seus apunts de classe es van convertir en llibres de text.
Després del Tractat del Trianon, que va cedir Transsilvània a Romania, la universitat va haver de mudar-se a Szeged, la ciutat més propera dins dels nous límits, on amb Riesz va establir el Centre de Matemàtiques i van fundar “Acta Scientiarum Mathematicarum”, la primera revista matemàtica hongaresa reconeguda internacionalment.
Alfréd Haar va morir de càncer d'estómac el març de 1933.

## Contribucions científiques

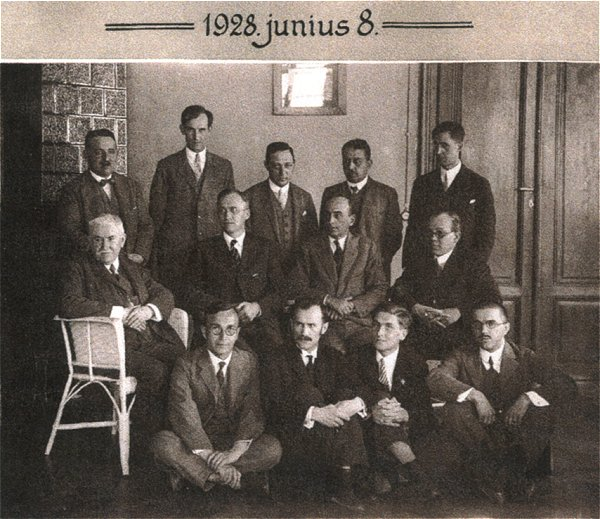
Haar (darrera i al centre), conferència a la university de Szeged, 1928.

Va treballar en el camp d'anàlisi matemàtica i la teoria de grups, en particular va investigar els sistemes ortogonals de funcions integrals singulars, les funcions analítiques, les equacions diferencials parcials, teoria de conjunts, funcions d'aproximació i càlcul de variacions.

## Publicacions
- Tesi doctoral:  «Zur Theorie der orthogonalen Funktionensysteme, (Erste Mitteilung» (en alemany). Mathematische Annalen, 69, 1910, pàg. 331–371. ISSN: 0025-5831.
- «Die Minkowskische Geometrie und die Annäherung an stetige Funktionen» (en alemany). Mathematische Annalen, 78, 1918, pàg. 294–311. ISSN: 0025-5831.